# Симек (праздник)
Симек (чув. Ҫимӗк, от рус. Семик) — чувашский народный праздник, посвящённый поминовению усопших родственников с посещением кладбищ. «Когда приближается Симек, девушки начинали водить хороводы» (чув. Ҫимӗк ҫите пуҫласан, хӗр пуҫтарӑнать урама).
«Вырьас Симекьа» (чув. Вырӑс Ҫимĕкĕ) — Троица. «Ҫимĕк курӑкĕ» — горицвет, чина весенняя (бот.). «Ҫимĕк пулли» — ситнявка (рыба).

## Вариации в трактовке термина
Этот день еще называют виле тухнă кун «день выхода усопших» (из могил). У чувашей существует мнение, что если потанцуешь на Симек — весь год болеть не будешь.
Есть еще одно старинное название этого праздника «Ҫулçӑ» (лист). В это время происходило посвящение в традиционную религию. На места молений вносились ветки, от которых отделялся лист и прикреплялся к новопосвященным.
Некоторые исследователи склонны считать, что Симек начинался на следующий день после русского Семика (седьмой четверг после Пасхи). По мнению других исследователей, христианская Пасха и связанный с нею Семик являются «плавающими по календарю» праздниками, и потому не может быть точкой отсчета Симека
Симек начинался через три дня после завершения çинçе (времени появления всходов и детенышей зверей).
Праздник относится к солярному циклу, которому соподчинен лунный (в среду после новолуния (полнолуния) поминали, а праздник начинался в четверг. Это день летнего солнцестояния (точкой отсчета которого являлось 22 июня), семантически сходный с днем Ивана Купалы русских.

## Обрядовая сторона праздника
- С вечера варились яйца (верили, что умерший ребенок этими яйцами играет). Обязательным считалось соблюдение ритуальной чистоты, а потому перед обрядами мылись в бане. Предкам посвящалась среда, поэтому мытье в бане могло приходиться на вечер вторника, в четверг же проходили главные действия праздника.
- Надевали светлые праздничные одежды и после обеда проводили обряд жертвоприношения духам предков (хывни). Этот день еще называют «виле тухнă кун» («день выхода усопших из могил»).[5]
- В Башкирии в Стерлитамакском районе среди чувашей был распространен следующий обряд. В çимӗк, во время возвращения с кладбища люди брались за руки и трижды обходили вокруг деревни. Этот обряд назвался вăрăм туттăр. После чего люди собирались в середине деревни и плясали до утра. В этот же день проходили состязания на лошадях.
- В селе Орбаши Аликовского района в этот день проводилась ярмарка. На площади раскидывались цветы и к вечеру здесь начинались танцы. У чувашей существует мнение, что если потанцуешь на Симек — весь год болеть не будешь.
- В симек после 5 вечера зажигается в «красном углу» свеча, расставляются жертвенные яства и поминаются предки. В ночь на симекнужно было собрать 41 траву и запарить в горячей воде, а затем ополоснуть себя этим настоем, тогда человек будет здоров весь год.
- В марийских деревнях во время поминовения усопших зажигали три свечи на краю блюда с яствами в честь «начальника» подземного мира (киямат тӧра), для его помощника (киямат савус) и для душ умерших родственников[6]
- У лакцев в день летнего солнцестояния принято было подниматься на вершины гор и возносить молитвы о сохранении полей от засухи и градобития. На вершине горы Вацӏилу люди проходили узкий каменный коридор с целью очищения[7](Шихсаидов,). Это обряд перекликается с чувашским обрядом очищения — çӗр хапхи (земляные ворота).

## Послепраздничное последование
- Через 2 недели после Симека, в период созревания хлебов, справляют Мăн чӳк[4] — «великое жертвоприношение», во время которого народных гуляний не бывает. В источниках встречается дата проведения великого жертвоприношения 12 июля (Петров день), у марийцев это Сÿрем или Кÿсӧ[8]
- Марийцы проводят его раз в два года. Перед обрядом марийцы три дня соблюдали пост, не пили и не курили. На следующий день после обряда Сюрем в марийских деревнях собирался большой отряд всадников и изгонял из деревень нечистых духов, издавая шум криками и колотушками (Фукс)[9] В это время "устраивались собрания служителей культа — картов, на которых обсуждались вопросы проведения традиционных молений[10]